# Circonscription de Yejubie
La circonscription de Yejubie est une des 135 circonscriptions législatives de l'État fédéré Amhara, elle se situe dans la Zone Est Godjam. Sa représentante actuelle est Sinetsehay Bizuneh Kebede.